# El Acebrón
El Acebrón är en ort i Spanien.   Den ligger i provinsen Provincia de Cuenca och regionen Kastilien-La Mancha, i den centrala delen av landet, 80 km sydost om huvudstaden Madrid. El Acebrón ligger 768 meter över havet och antalet invånare är 267.
Terrängen runt El Acebrón är platt. Runt El Acebrón är det mycket glesbefolkat, med 6 invånare per kvadratkilometer. Närmaste större samhälle är Tarancón, 11,3 km norr om El Acebrón. Trakten runt El Acebrón består till största delen av jordbruksmark.